# 阿倍野元町
阿倍野元町（あべのもとまち）は大阪市阿倍野区の町名。丁番を持たない単独町名である。

## 地理
阿倍野区中央部に位置する。西側の阪堺電気軌道上町線と東側の大阪府道30号大阪和泉泉南線（あべの筋）に挟まれた南北に細長い町域を持つ。北で丸山通、東で王子町、南で北畠、西で南から相生通・晴明通・松虫通と接する。学校区は大阪市立晴明丘小学校、大阪市立阪南中学校。（1・2番地を除く。1・2番地のみ大阪市立丸山小学校、大阪市立松虫中学校の校区）古くからの住宅街だが、あべの筋に接する立地を生かした戸数30戸を超える分譲マンションも多い。

## 歴史
江戸時代から熊野街道に沿って東成郡阿部野村の集落がある所で、上町線とあべの筋は当地を迂回して敷設されている。
1967年、阿倍野区阿倍野筋1-8丁目の各一部から成立した。上町線の東天下茶屋停留場付近はかつて保名と呼ばれていた。現在は簡易郵便局にその名を残している。またあべの筋東側の王子町1丁目には「保名倶楽部」というビリヤード場が存在する。保名とは安倍晴明の父である安倍保名に因む。

## 世帯数と人口
2024年（令和6年）9月30日現在の世帯数と人口は以下の通りである。
| 町丁       | 世帯数    | 人口    |
| ---------- | --------- | ------- |
| 阿倍野元町 | 1,178世帯 | 2,443人 |

### 人口の変遷
国勢調査による人口の推移。
| 1995年（平成7年）  | 2,052人 | [ 6 ]  |  |
| 2000年（平成12年） | 2,409人 | [ 7 ]  |  |
| 2005年（平成17年） | 2,370人 | [ 8 ]  |  |
| 2010年（平成22年） | 2,214人 | [ 9 ]  |  |
| 2015年（平成27年） | 2,133人 | [ 10 ] |  |
| 2020年（令和2年）  | 2,171人 | [ 11 ] |  |

### 世帯数の変遷
国勢調査による世帯数の推移。
| 1995年（平成7年）  | 780世帯   | [ 6 ]  |  |
| 2000年（平成12年） | 987世帯   | [ 7 ]  |  |
| 2005年（平成17年） | 956世帯   | [ 8 ]  |  |
| 2010年（平成22年） | 945世帯   | [ 9 ]  |  |
| 2015年（平成27年） | 875世帯   | [ 10 ] |  |
| 2020年（令和2年）  | 1,012世帯 | [ 11 ] |  |

## 学区
市立小・中学校に通う場合、学区は以下の通りとなる。なお、小学校・中学校入学時に学校選択制度を導入しており、通学区域以外に阿倍野区の小学校（自宅から概ね2km以内）・中学校から選択することも可能。
| 番・番地等                                     | 小学校               | 中学校             |
| ---------------------------------------------- | -------------------- | ------------------ |
| 1番 2番1〜10号 2番11号（市道住吉936号線北側）  | 大阪市立丸山小学校   | 大阪市立松虫中学校 |
| 2番11号（市道住吉936号線南側） 2番12～18号 3番 | 大阪市立晴明丘小学校 | 大阪市立阪南中学校 |

## 事業所
2021年（令和3年）現在の経済センサス調査による事業所数と従業員数は以下の通りである。
| 町名       | 事業所数 | 従業員数 |
| ---------- | -------- | -------- |
| 阿倍野元町 | 91事業所 | 370人    |

## 交通

### 鉄道
- 阪堺電気軌道上町線 - 松虫停留場・東天下茶屋停留場・北畠停留場

### バス
2024年4月現在
- 大阪シティバス[15]
  - 62・63・64・67号系統：松虫 - 王子町

### 道路
- 大阪府道30号大阪和泉泉南線（あべの筋）
- 松虫通

## 施設
- 大阪物療専門学校
- 安倍保名郵便局 - 簡易郵便局
- 北畠霊園
- 大阪府猟友会安倍野支部
- 廣臺寺 - 浄土真宗本願寺派の寺院
- 西教寺 - 真宗大谷派の寺院
- 源正寺 - 浄土宗の寺院
- 印山寺 - 曹洞宗の寺院
- 安倍晴明神社 - 安倍晴明の生誕地と伝えられ、浄瑠璃葛の葉子別れの地として知られる[5]。
- 阿倍王子神社 - 仁徳天皇の創建と伝えられ、空海が祈祷したという記録が残されている[5]。

## その他

### 日本郵便
- 〒545-0034[3]（集配局：阿倍野郵便局[16]）